# Banacek
Banacek ist eine US-amerikanische Krimiserie in Spielfilmlänge mit George Peppard in der Titelrolle des Thomas Banacek als Privatdetektiv in Boston. Die insgesamt 16 Folgen plus Pilotfilm wurden von 1972 bis 1974 im Rahmen des NBC Mystery Movie zunächst abwechselnd mit den frühzeitig abgesetzten Serien Cool Million und Madigan ausgestrahlt.

## Handlung
Thomas Banacek, ein polnischstämmiger US-Amerikaner, ist als freiberuflicher Privatdetektiv für die Bostoner Versicherungsgesellschaft Casualty Company tätig, für die er Fälle von Kunstraub bearbeitet. Seine Erfolge und die damit verbundene Prämie von 10 % des Versicherungswertes erlauben ihm nicht nur ein Luxusleben im exklusiven Stadtteil Beacon Hill, sondern auch den Unterhalt eines 1941er Packard-Clipper-Oldtimers, den er von seinem Chauffeur Jay Drury steuern lässt. Neben Drury erhält er Hilfe von seinem Freund Felix Mulholland, einem Buchhändler. Gelegentlich ist auch Carlie Kirkland zu sehen, eine Rivalin Banaceks im Versicherungsgeschäft.
In jeder Folge wird ein scheinbar unmöglicher Raub unter den Augen der Wachen durchgeführt. Niemand anderes als Banacek ist in der Lage, das Verbrechen aufzuklären. Zudem wird die polnische Herkunft des Hauptdarstellers durch angebliche, alte polnische Sprichwörter unterstrichen, die zu einem Markenzeichen der Serie wurden.

## Hintergrund
Die 630. Folge der Zeichentrickserie Die Simpsons mit dem Titel Manacek (Originaltitel: Homer Is Where The Art Isn’t) parodiert die Serie Banacek. Der dem Original nachempfundene Serienvorspann von Banacek ersetzt in dieser Folge das eigentliche Intro der Simpsons, inklusive deren Titelmelodie. Die Figur des Manacek entspricht in Auftreten und Aussehen dem des von George Peppard dargestellten Versicherungsdetektivs.

## Synchronisation
Die deutsche Synchronisation entstand nach einem Synchronbuch von Peter Wesp unter der Dialogregie von Dietmar Behnke im Auftrag der Berliner Synchron.
| Rolle           | Darsteller        | Synchronsprecher         |
| --------------- | ----------------- | ------------------------ |
| Thomas Banacek  | George Peppard    | Rolf Schult              |
| Jay Drury       | Ralph Manza       | Friedrich Georg Beckhaus |
| Carlie Kirkland | Christine Belford | Gisela Fritsch           |
| Cavanaugh       | George Murdock    | Heinz Theo Branding      |

## Episodenliste
Den Pilotfilm strahlte die ARD am 31. März 1973 aus. Die zwei Staffeln liefen in verschiedenen Fernsehsendern. In den 1970er Jahren lief die Serie im DDR-Fernsehen. In den 1990er Jahren zeigte RTL Television die Krimiserie mit weiteren, bisher nicht ausgestrahlten, Episoden. Die Folgen 14 und 16 kamen in Deutschland bisher nicht zur Ausstrahlung, da keine deutsche Synchronfassung vorliegt.

### Pilotfilm
| Nr. (ges.) | Nr. (St.) | Deutscher Titel           | Originaltitel              | Erstausstrahlung USA | Deutschsprachige Erstausstrahlung (D) | Regie       | Drehbuch       |
| ---------- | --------- | ------------------------- | -------------------------- | -------------------- | ------------------------------------- | ----------- | -------------- |
| 1          | 1         | Jagd auf Millionen Dollar | Banacek: Detour to Nowhere | 20. Mär. 1972 (NBC)  | 31. Mär. 1973 (ARD)                   | Jack Smight | Anthony Wilson |

### Staffel 1
| Nr. (ges.) | Nr. (St.) | Deutscher Titel                                          | Originaltitel                       | Erstausstrahlung USA | Deutschsprachige Erstausstrahlung (D) | Regie               | Drehbuch                                                         | Gaststars                                                                     |
| ---------- | --------- | -------------------------------------------------------- | ----------------------------------- | -------------------- | ------------------------------------- | ------------------- | ---------------------------------------------------------------- | ----------------------------------------------------------------------------- |
| 1          | 1         | Falsches Spiel                                           | Let's Hear It for a Living Legend   | 13. Sep. 1972 (NBC)  | unbekannt                             | Jack Smight         | Del Reisman                                                      | Stefanie Powers, Robert Webber, Anitra Ford, John Brodie                      |
| 2          | 2         | Zug um Zug – DDR-Titel: Der verschwundene Phönix         | Project Phoenix                     | 27. Sep. 1972        | 17. Juli 1976 (DDR 1)                 | Richard T. Heffron  | David Moessinger                                                 | William Windom, Joanna Pettet, Bert Convy                                     |
| 3          | 3         | Das Kreuz von Bayonne                                    | No Sign of the Cross                | 11. Okt. 1972        | 2. Sep. 1977 (DDR 2)                  | Daryl Duke          | Robert Presnell Jr., Howard Browne                               | Broderick Crawford, Louise Sorel                                              |
| 4          | 4         | Der große Bluff                                          | A Million the Hard Way              | 1. Nov. 1972         | 29. Apr. 1994 (RTL Television)        | Bernard L. Kowalski | Stanley Ralph Ross                                               | Margot Kidder, Stanley Ralph Ross                                             |
| 5          | 5         | Die gestohlenen Könige – DDR-Titel: Der gestohlene König | To Steal a King                     | 15. Nov. 1972        | 5. Apr. 1977 (DDR 1)                  | Lou Antonio         | Stephen Kandel                                                   | Kevin McCarthy, Brenda Vaccaro, Pernell Roberts, Janis Paige, Roger C. Carmel |
| 6          | 6         | Asche zu Asche                                           | Ten Thousand Dollars a Page         | 10. Jan. 1973        | 3. Apr. 1994 (RTL Television)         | Richard T. Heffron  | Paul Playdon                                                     | Stella Stevens, David Doyle, David Wayne, Ted Cassidy                         |
| 7          | 7         | In letzter Sekunde – DDR-Titel: Gemälderaub in Boston    | The Greatest Collection of Them All | 24. Jan. 1973        | 31. Juli 1976 (DDR 1)                 | George McCowan      | Theodore J. Flicker                                              | Penny Fuller, Mike Farrell, Penny Marshall, Garry Walberg                     |
| 8          | 8         | Fahrstuhl in den Knast                                   | The Two Million Clams of Cap'n Jack | 7. Feb. 1973         | 8. Apr. 1994 (RTL Television)         | Richard T. Heffron  | Stanley Ralph Ross, Shirl Hendryx, Pat Fielder, Richard M. Bluel | Andrew Duggan, Jessica Walter, David White                                    |

### Staffel 2
| Nr. (ges.) | Nr. (St.) | Deutscher Titel                 | Originaltitel                                           | Erstausstrahlung USA | Deutschsprachige Erstausstrahlung (D) | Regie               | Drehbuch                                                          | Gaststars                                                   |
| ---------- | --------- | ------------------------------- | ------------------------------------------------------- | -------------------- | ------------------------------------- | ------------------- | ----------------------------------------------------------------- | ----------------------------------------------------------- |
| 9          | 1         | Nur 48 Stunden                  | No Stone Unturned                                       | 3. Okt. 1973 (NBC)   | 31. Mär. 1994 (RTL Television)        | Richard T. Heffron  | Stephen Lord, Robert Van Scoyk, Lee Santley, George Sheldon Smith | Candy Clark, Scott Brady, Gary Lockwood                     |
| 10         | 2         | Diagnose Tod                    | If Max Is So Smart, Why Doesn't He Tell Us Where He Is? | 7. Nov. 1973         | unbekannt                             | Bernard L. Kowalski | Robert Van Scoyk                                                  | Anne Baxter, Richard Jordan, Sabrina Scharf                 |
| 11         | 3         | Der 3-Millionen-Dollar-Überfall | The Three Million Dollar Piracy                         | 21. Nov. 1973        | 15. Apr. 1994 (RTL Television)        | Andrew V. McLaglen  | Stanley Ralph Ross, Robert Van Scoyk, Jack Turley                 | Christine Belford, Arlene Martel                            |
| 12         | 4         | Der griechische Kelch           | The Vanishing Chalice                                   | 15. Jan. 1974        | 16. Apr. 1994 (RTL Television)        | Bernard L. Kowalski | Morton Fine                                                       | Cesar Romero, John Saxon                                    |
| 13         | 5         | Aufs falsche Pferd gesetzt      | Horse of a Slightly Different Color                     | 22. Jan. 1974        | unbekannt                             | Herschel Daugherty  | Harold Livingston, Jimmy Sangster                                 | Anne Francis, Terry Wilson, Lane Bradbury, Harry Carey, Jr. |
| 14         | 6         | —                               | Rocket to Oblivion                                      | 12. Feb. 1974        | —                                     | Andrew V. McLaglen  | Robert Van Scoyk                                                  | Linda Evans                                                 |
| 15         | 7         | Die Flugzeugentführung          | Fly Me – If You Can Find Me                             | 19. Feb. 1974        | 22. Apr. 1994 (RTL Television)        | Bernard L. Kowalski | Harold Livingston                                                 | Victoria Principal, Sterling Hayden                         |
| 16         | 8         | —                               | Now You See Me, Now You Don’t                           | 12. März 1974        | —                                     | Bernard McEveety    | Stanley Roberts                                                   | Gretchen Corbett, Peter Marshall                            |

## DVD-Veröffentlichung
2008 erschien die Serie in den Vereinigten Staaten auf DVD, die Box enthielt jedoch nicht den Pilotfilm.

## Auszeichnungen
Emmyverleihung
- 1973: Nominierung in der Kategorie Kameraführung für Sam Leavitt